# Église Saint-Arnoult de Gournay-sur-Marne
L'église Saint-Arnoult est une église catholique située à Gournay-sur-Marne, en France.

## Localisation
L'église est située dans le département français de la Seine-Saint-Denis, sur la commune de Gournay-sur-Marne.

## Histoire

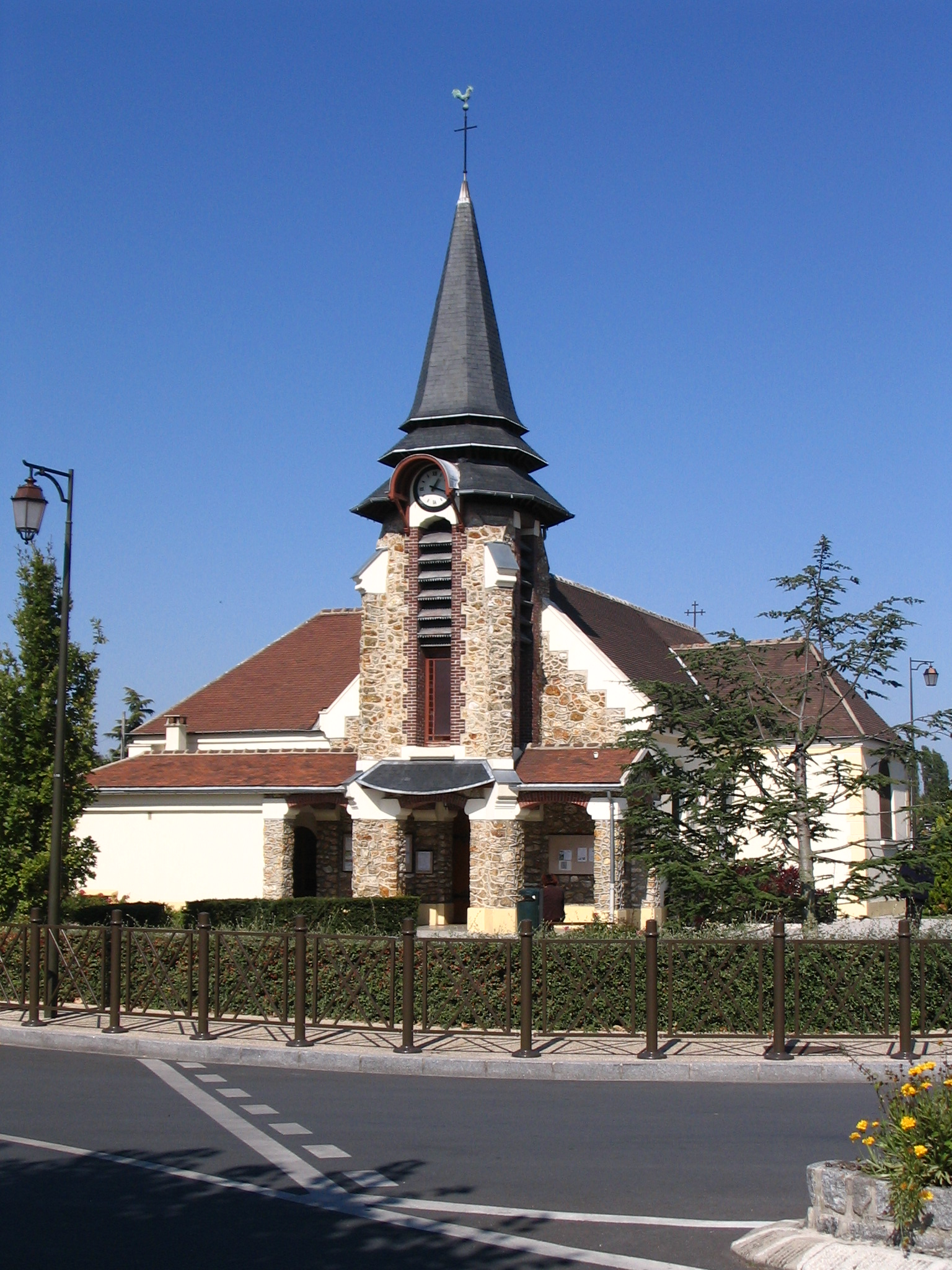
Église Saint-Arnoult.

Gui Ier de Rochefort fait construire à la fin du XIe siècle une chapelle, érigée en église paroissiale au XIIe siècle et placée sous le vocable de saint Arnoult qui est également honoré sous le vocable de saint Arnoul à Saint-Arnoult-en-Yvelines endroit du comté de Rochefort où fut inhumé son corps en 535 et édifié un sanctuaire et également à Crépy-en-Valois qui en reçu comme Gournay-sur-Marne des reliques. Cette église est endommagée pendant les Guerres de religion et démolie lors de la construction du fort par Henri de Navarre en 1595, puis reconstruite dès 1599. Au XVIIIe siècle, afin d'agrandir et d'aménager le parc du château, Claude-Élysée de Court fait déplacer l'église vers son emplacement actuel. En 1901, l'architecte Bertrand fait élargir les chapelles latérales et construire le nouveau clocher et un porche.